# 渣華道98號

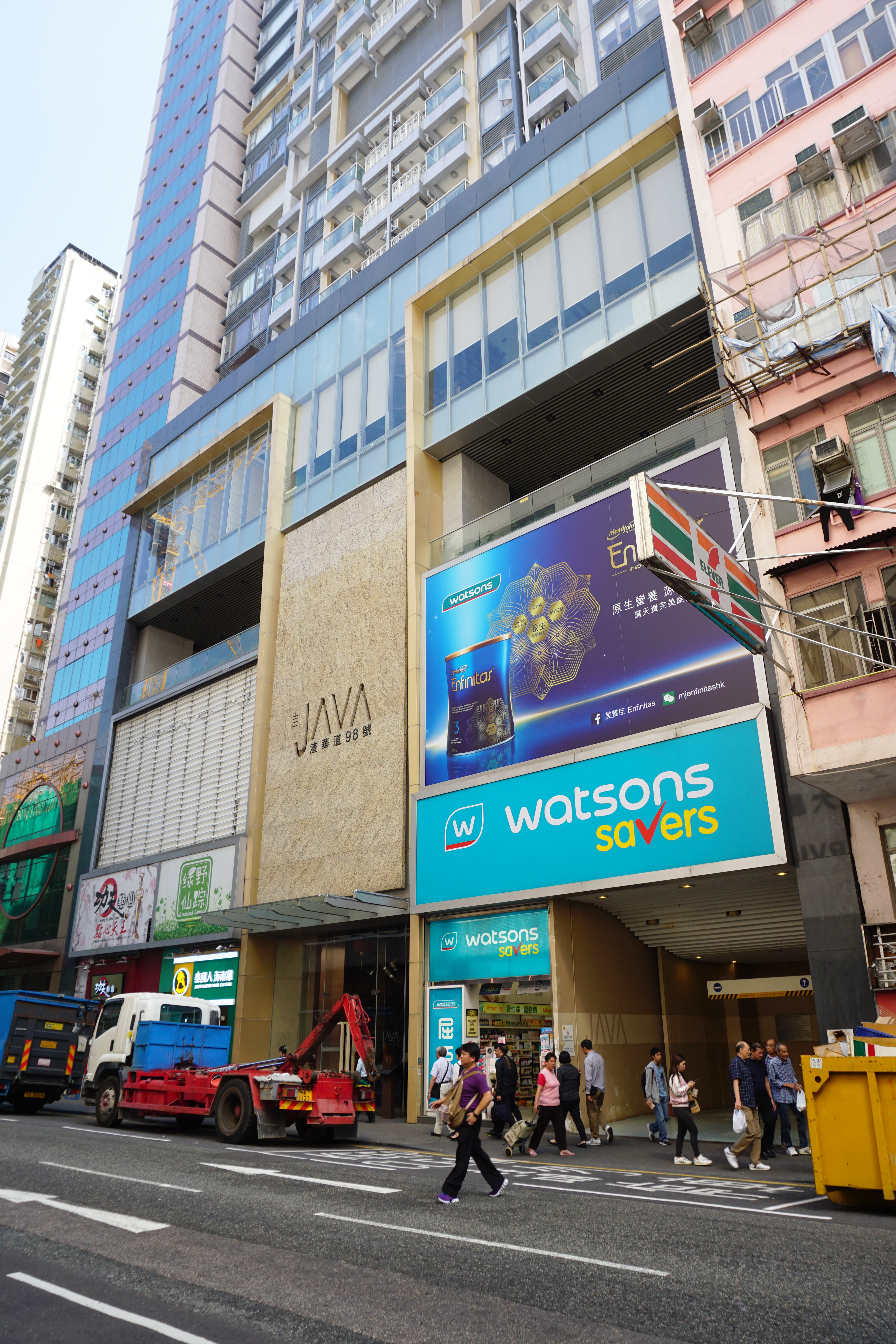
基座

渣華道98號（The Java），為一位於香港北角渣華道的單幢住宅，樓高共31層，由英皇國際發展（以英皇駿景酒店有限公司為名），物業曾經由第一太平戴維斯管理，直到2025年中旬轉為中國旅遊集團旗下佳富物業服務提供物業管理服務，於2012年7月入伙。

## 歷史
渣華道98號前身為多幢唐樓，由渣華道96號至104號，而於2006年起，英皇國際已以英皇駿景酒店有限公司的名義陸續進行收購，終在2009年以1.4億元完成收購整個項目。原項目由英皇國際及新世界發展共同發展（英皇佔75%，新世界佔25%），但最後則由英皇國際獨自發展。
在初規劃時，發展商原本打算興建一幢33層高的酒店，惟不獲城規會放寬高度限制，最後發展商改為興建住宅項目，即「渣華道98號」。
2017年10月13日英皇國際宣佈，今日售出售出頂層36樓連天台色戶，實用1,608方呎、另連1,421方呎天台，成交價達7,300萬元，折合呎價45,398元，成交價和呎價均屬項目新高，同時標誌The Java 全部75個單位全數沽清。

## 簡介
由於物業部份可望單位可望維多利亞港及鄰近港鐵北角站，故發展商開售呎價達$15,000起。而物業共31層，但住宅單位樓高則只有26層（不設4、13、14、24、34樓），其中地下為3個舖位，一樓為11個車位的停車場，而三樓為空中花園，五樓則是會所，其設施包括健身室、燒烤場等；另外十樓為隔火層。
物業住宅（標準戶）於6樓至33樓，一梯為約兩至四伙；唯35-36樓為特色戶，僅一梯一伙；共75個單位，單位約介乎400-2000平方呎。

## 附近物業
- 渣華道市政大廈
- 國賓大廈
- 渣華道108號商業中心
- 得勝大樓
- 渣華商業中心